# Oxton (Scottish Borders)
Pour l’article homonyme, voir Oxton (Yorkshire du Nord).
Oxton est un village dans les Scottish Borders, en Écosse.